# Legenda Bałtyku
Legenda Bałtyku (inny tytuł Wineta) – opera w trzech aktach autorstwa Feliksa Nowowiejskiego, której prawykonanie odbyło się 28 listopada 1924 w Operze Poznańskiej. Reżyserem był wówczas Stanisław Tarnawski, scenografię zaprojektował Stanisław Jarocki, a choreografię – Maksymilian Statkiewicz. Kierownictwo muzyczne objęli Zygmunt Wojciechowski i Piotr Stermich-Valcrociata.

## Forma
Libretto opery opiewającej miłość Domana i Bogny, którego autorką była Waleria Szalay-Groele, opiera się na motywach legendy o zatopionym przez Bałtyk mieście, Winecie. Przed Nowowiejskim opery na ten temat skomponowali: Heinrich Frankenburger (1881), Artur Könnemann (1895), Richard Wüerst (1862), Jan Nepomuk Škroup (1870) i Friedrich Oskar Wermann (1896), ale wszystkie te dzieła były przeciętne i nie wybiły się do szerszej widowni, przechodząc bez większego echa. Nowowiejski, pochodzący z Warmii, wychowany nad jeziorami, często podróżował nad morze, a później pływał przez Atlantyk.
Gdy po zakończeniu I wojny światowej Polska odzyskała część wybrzeża Bałtyku, autor zabrał się do pisania dzieła związanego z tematem marynistycznym, użytkując doń całe fragmenty dzieł już wcześniej stworzonych, m.in. opery Busola (niem. Der Kompass, inny tytuł Castelletto). Wykorzystał szeroko motywy ludowe, co przysporzyło dziełu przydomek opery ludowej. Dodał też liczne partie chóralne. Ich hieratyczne brzmienie świadczy o dużym oratoryjnym doświadczeniu autora. Karol Stromenger napisał w swej recenzji, że Nowowiejski wybrał bardzo trafnie temat prasłowiański, wiedząc, że mit jest zawsze atmosferą, w której opera romantyczna może się swobodnie pomieścić i wyżyć naturalnie. Niewątpliwym sukcesem opery było dotarcie do szerokich mas odbiorców, co przyniosło autorowi znaczne uznanie. Opera zdobyła w przeważającej większości znakomite recenzje, jednak mimo to kompozytor nie uważał jej za dzieło całkowicie ukończone, co wynikało przede wszystkim z psychiki twórcy, który często nie był zadowolony ze swoich dzieł.

## Treść
Treścią opery jest oczekiwanie na wschód słońca i ewokacja do dawnych, słowiańskich bóstw, zsyłających dobrodziejstwa pomorskim plemionom w ich bojach przeciwko wrogom. Na tym tle rozgrywa się gorąca miłość Bogny i Domana.

## Zmiany
Nowowiejski powracał wielokrotnie do tego dzieła, dokonując w nim różnorakich zmian, poprawek i uzupełnień. Kolejne premiery różniły się znacząco od poprzednich: Lwów (1927), Katowice (1928) i Warszawa (1937). Najbardziej istotne poprawki i uzupełnienia przyniosła premiera warszawska, a także lata przed i w trakcie II wojny światowej. Wtedy to (za radą Witolda Maliszewskiego) przeniósł partię muzyki baletowej z aktu rozgrywającego się pod wodą do części wstępnej, a uwerturę do drugiej odsłony drugiego aktu. Podczas okupacji niemieckiej autor dokomponował też finał na pięciu solistów i chór z orkiestrą. Po zakończeniu wojny Kazimiera Jeżewska ujednoliciła i unowocześniła libretto, nadając mu walory literackie. W wyniku zabiegów Nowowiejskiego zmianom uległ głównie akt pierwszy (przede wszystkim obie partie czołowych bohaterów), a dzieło zyskało na przejrzystości, jednolitości i spokojnej kompozycji. Uzyskano harmonijną równowagę pomiędzy momentami monumentalnymi (dramatycznymi) a lirycznymi i kantylenowymi.

## Głosy krytyczne
Mimo bardzo pozytywnego przyjęcia opery zarówno przez publiczność, jak i krytykę, zdarzały się też odosobnione głosy niezadowolenia. Łucjan Kamieński zarzucił w 1924 Nowowiejskiemu sztuczne dolepienie polskich motywów ludowych do już wcześniej planowanej przez niego opery niemieckiej w 2 aktach na tle włoskim (chodziło o operę Busola, niem. Der Kompass, inny tytuł Castelletto). Miało to rzekomo wyrażać koniunkturalizm autora. Zdzisław Jachimecki napisał w 1931, że wystawiona w r. 1924 na scenie opery poznańskiej trzyaktowa „Winetta – Legenda Bałtyku” rekomendowała się w oczach szerszego społeczeństwa poznańskiego określeniem opera narodowa, dodaniem do dzieła pierwotnie niemieckiego, pt. „Der Kompass” i opiewającego Adrjatyk. Podyktowane oportunizmem patrjotycznym unarodowienie opery [...] wyraziło się w dorobieniu do istniejącego wątka dramatycznego nowej ideologji politycznej w związku z prawami polskiemi do Pomorza oraz za pośrednictwem kilku wkładek o ludowo-polskim charakterze. Jachimecki w 1949, po otrzymaniu listów od synów autora, odwołał swoje krytyczne stanowisko w liście prywatnym do rodziny.

## Premiera w 2017
8 grudnia 2017 opera powróciła na scenę Teatru Wielkiego w Poznaniu w reżyserii Roberta Bondyry. Inscenizację transmitowano w dniu 10 grudnia 2017 poprzez internetową platformę operavision.eu (dwanaście kamer).